# Brunéi en el Festival de la Canción de la UAR
Brunéi hizo su debut en el Festival Televisivo de la Canción de la UAR 2013. La emisora bruneana, Radio Televisyen Brunéi (RTB), fue el organizador de la entrada bruneana desde el debut del país en el certamen.

## Historia
RTB hizo su debut en el Festival Televisivo de la Canción de la UAR en el festival de 2013, en Hanói, Vietnam.

## Participaciones de Brunéi en el Festival de la Canción de la UAR
| Año  | Sede  | Artista          | Canción        | Idioma | N.º de Actuación |
| ---- | ----- | ---------------- | -------------- | ------ | ---------------- |
| 2013 | Hanói | Qeez Idrus       | "Salahkah Aku" | Malayo | N.º 09           |
| 2014 | Macao | Md Hawzan Bin Hj | "Awg Madial"   | Malayo | N.º 09           |